# فيديريكو غوميز
فيديريكو غوميز (بالإسبانية: Federico Gómez)‏ هو عازف بيانو أرجنتيني، ولد في 1989.